# Chillajara
Chillajara (auch: Chilla Jara) ist eine Ortschaft im Departamento Chuquisaca im südamerikanischen Anden-Staat Bolivien.

## Lage im Nahraum
Chillajara ist der zweitgrößte Ort des Kanton Pucará de Yatina im Municipio Incahuasi in der Provinz Nor Cinti und liegt auf einer Höhe von 3100 m in unmittelbarer Nähe des Beckens von Culpina, einem abflusslosen Becken mit dem Salzsee Salar de Culpina im südwestlichen Teil. Chillajara liegt auf einem Höhenrücken direkt oberhalb des Río Lomay Canto, einem der Zuflüsse im Oberlauf des Río Pilcomayo.

## Geographie
Chillajara liegt in der Bergregion der Cordillera de Tajsara o Tarachaca im semi-ariden Übergangsgebiet zwischen den semi-humiden Bergwäldern der östlichen Gebirgsketten Boliviens und dem ariden Altiplano.
Die jährlichen Niederschläge schwanken zwischen 350 und 550 mm und treten vor allem in den Monaten von November bis März auf; die Wintermonate Mai bis August sind weitgehend niederschlagsfrei (siehe Klimadiagramm Culpina). Die Monatsdurchschnittstemperaturen liegen in dem Becken zwischen knapp 20 °C im Dezember und 5 bis 8 °C im Juni/Juli.

## Verkehrsnetz
Chillajara liegt in einer Entfernung von 454 Straßenkilometern südlich von Sucre, der Hauptstadt des Departamentos.
Von Sucre aus führt die asphaltierte Nationalstraße Ruta 5 in südwestlicher Richtung nach Potosí, der Hauptstadt des im Westen angrenzenden Departamentos. Von hier aus führt nach Süden die Ruta 1, die auf den ersten 37 Kilometer bis Cuchu Ingenio noch asphaltiert ist. Nach weiteren 146 Kilometern erreicht die Ruta 1 die Stadt Camargo. Noch einmal 19 Kilometer südlich von Camargo zweigt eine unbefestigte Landstraße in östlicher Richtung ab, überquert den Río Camblaya und überwindet auf den folgenden 47 Kilometern bis Culpina einen Höhenunterschied von 600 m. Östlich von Culpina zweigt dann eine Straße nach Nordosten ab und erreicht nach weiteren 36 Kilometern über Incahuasi, Miraflores und Santa Rosa die Ortschaft Chillajara, von wo aus ein Abzweig weiter nach Yatina führt.

## Bevölkerung
Die Einwohnerzahl der Ortschaft ist allein im vergangenen Jahrzehnt auf etwa das Doppelte angestiegen:
| Jahr | Einwohner         | Quelle       |
| ---- | ----------------- | ------------ |
| 1992 | keine Detaildaten | Volkszählung |
| 2001 | 252               | Volkszählung |
| 2012 | 501               | Volkszählung |
| 2024 |                   | Volkszählung |